# نادي رونافيك
نادي رونافيك لكرة القدم (Nes Sóknar Ítróttarfelag Runavík) هو نادي كرة قدم من جزر فارو، تأسس سنة 1957.

## وصلات خارجية
- الموقع الرسمي